# Francesc de Tamarit
Francesc de Tamarit i Rifós (Barcelona, 1584 - 1653) fou un aristòcrata, polític i militar català. Va ser membre del Consell de Cent i actuà sovint com a delegat del Braç Militar. Com a diputat militar, fou un dels artífex del Pacte de Ceret i participà en la Batalla de Montjuïc.

## Orígens familiars
Francesc de Tamarit va ser batejat el 7 d'octubre de 1584 a la parròquia de Sants Just i Pastor de Barcelona, fill de Pere de Tamarit i de Marianna Rifós, filla de Joan Rifós. Pere de Tamarit va ser nomenat conseller en cap de Barcelona l'any 1591.

## Núpcies i descendència
El setembre de 1618, Francesc de Tamarit va contraure matrimoni amb Ramona Desbosc, filla menor de Jeroni Desbosc, diputat militar l'any 1583. Ramona va morir poc després sense deixar descendència.
L'estiu de 1623 va casar-se en segones núpcies amb Maria d'Amat i Desbosc, filla de Joan d'Amat i de Peronella Desbosc i germana de Josep d'Amat, diputat militar l'any 1645. D'aquest matrimoni es coneixen tres fills:
- Miquel de Tamarit, casat l'any 1663 amb Magdalena de Sentmenat. Miquel va morir a Perpinyà el 1709.
- Eulàlia de Tamarit, casada l'any 1649 amb Felip de Copons, senyor de Salomó i d'Aiguaviva.
- Francesca de Tamarit

Maria d'Amat va morir l'any 1633. Tres anys després, Francesc de Tamarit es va casar amb Joana del Viver, vídua de Francesc d'Ardena, cap de l'artlleria catalana.

## Carrera política i militar
El 14 de maig de 1616 va ser elegit, per insaculació, diputat per l'estament militar. El 22 de juliol de 1638 va ser elegit diputat militar de la Generalitat, juntament amb el canonge Pau Claris com a diputat eclesiàstic i el ciutadà honrat Josep Miquel Quintana com a diputat reial.
El 1639 va dirigir les tropes catalanes que van assetjar Salses, fet que va significar la reconquesta de la fortalesa que havia estat presa pels francesos uns dies abans durant la Guerra dels Trenta Anys. De retorn a Barcelona, fou acollit triomfalment pel poble.
Prengué part en les negociacions amb Bernard Du Plessis-Besançon, delegat per Armand-Jean du Plessis, el Cardenal Richelieu, i que finalment van dur al Pacte de Ceret.
El 18 de març de 1640, el virrei Dalmau III de Queralt, comte de Santa Coloma, el feu empresonar a la presó de la ciutat, situada a la plaça del blat, en una torre de la muralla romana per ordre del rei, sota acusacions de contrafacció per motiu dels allotjaments, i això ocasionà protestes violentes; el 22 de maig, davant l'actitud agressiva del poble que n'exigia l'alliberament, el virrei es veié obligat a posar-lo en llibertat juntament amb en Francesc Joan de Vergós i de Sorribes i Lleonard Serra, però la revolta continuà i el 7 de juny es repetiren els avalots, coneguts com el Corpus de Sang en el curs dels quals es produí la mort del virrei.
Durant la Guerra dels Segadors, dirigí la defensa en la batalla de Martorell i el 23 de gener de 1641 fou escollit com un dels 10 membres del Junta de Guerra que havia d'organitzar i dirigir la defensa de Barcelona, en la qual participà amb gran eficàcia, arengant i comandant les forces catalanes. Fou un dels principals artífexs de la victòria catalana sobre l'exèrcit reialista de Pedro Fajardo de Zúñiga y Requesens, marquès de los Vélez, a la Batalla de Montjuïc. Mesos després, tingué un paper destacat al front de Lleida, però l'abril del mateix any renunciava al seu càrrec com a membre de la Junta de Guerra i el juliol va deixar el càrrec de diputat, veient el caire que prenia la guerra i recelós del paper que anava adoptant França. No obstant, el 1642 exercia com a lloctinent de capità general i el 1643, com a mestre racional de la ciutat de Barcelona.